# Christian Houmark
Jens Christian Houmark (født 4. juni 1869 i Aalborg, død 30. januar 1950 på Frederiksberg) var en kendt dansk journalist og forfatter.
Han var søn af kaptajn Andreas Houmark (1830-80) og hustru Christiane Marie, født Binderup (1832-1915).
Christian Houmark kom først i boghandlerlære, studerede dernæst skuespilkunst hos Herman Bang og Karl Mantzius, men blev journalist, først ved Aalborg Amtstidende og senere medarbejder ved B.T. og Berlingske Tidende, hvor han blev kendt og skattet. Han rejste også som oplæser.
Christian Houmark var livsvarig ven og mangeårig bofælle med Herman Bang i Lille Kongensgade i København; men de var næppe kærester, for forelskelsen var på Houmarks side. Houmarks homoseksualitet var kendt i samtiden, men hans bekendelsesskrift, Naar jeg er død, blev først udgivet posthumt.

## Litterære arbejder
- Det Syndens Barn
- For Guds Aasyn
- For de Andre
- Veje, der skilles
- Natten og andre Noveller
- Blodets Børn
- Byens Hævn
- Døgnets Børn
- Sommerdans
- Som vi elsker (skuespil)
- Naar jeg er død
- Timer der blev til Dage (1950)